# Kaskadenmaschine
Die Kaskadenmaschine ist eine elektrische Maschine, die als Generator in Windkraftanlagen eingesetzt werden kann. Dieser Generator benötigt keine Schleifringe, wie sie bei doppelt gespeisten Asynchrongeneratoren oder bei Synchrongeneratoren notwendig sind, trotzdem zeigt die Kaskadenmaschine ein ähnliches Betriebsverhalten wie eine Asynchronmaschine mit Schleifringen. Aufgrund von Nachteilen kam dieser Generatortyp bisher jedoch nur bei einer größeren Anlage zum Einsatz (Stand 2008).

## Allgemeines

Doppelt ständergespeiste Drehstromkaskade
(DDMK, engl. BDFTSIG)

Bürstenlose doppelt gespeiste Maschine (engl. BDFM)

Damit ein Generator mechanische in elektrische Energie wandeln kann, muss sein Läufer erregt werden. Dies geschieht entweder über einen Permanentmagneten oder eine Läuferwicklung (Erregerwicklung). Die Läuferwicklung wird mit Gleichstrom (Erregerstrom) erregt. Die Wicklungsenden sind auf Schleifringen herausgeführt und mittels Kohlebürsten wird der Erregerstrom übertragen. Nachteilig bei dieser Art der Erregung ist der Wartungsaufwand des Schleifringapparates und der Kohlebürsten.
Mit der Kaskadenmaschine lassen sich die Probleme mit den Schleifringen und Bürsten umgehen und trotzdem braucht man nicht auf die Vorteile der Drehstrom-Asynchronmaschinen zu verzichten.
Es gibt zwei Arten von Kaskadenmaschinen:
1. die doppelt ständergespeiste Drehstromkaskade (DDMK), engl. brushless doubly-fed twin stator induction generator (BDFTSIG)
2. die selbstkaskadierte Maschine (SKM), welche auch als bürstenlose doppelt gespeiste Maschine (BDFM) bezeichnet wird.

Sowohl die selbstkaskadierende Maschine (SKM) mit gemeinsamem Eisenkreis als auch die Kaskadenmaschine mit getrennten Systemen lassen sich in Windkraftanlagen gut einsetzen.

## Aufbau und Funktion der Kaskadenmaschine

Prinzipschaltung einer DDMK in einer Windkraftanlage. Dargestellt sind 2 Ständerwicklungen.
Wicklung 1 am Netz,
Wicklung 2 am Frequenzumformer.

Die Kaskadenmaschine ist anders aufgebaut als herkömmliche Asynchrongeneratoren und besteht aus einer Kombination von zwei Asynchronmaschinen. Die Rotoren dieser kombinierten Maschine sind sowohl mechanisch als auch elektrisch zu einer Einheit verbunden. Der Läufer trägt eine in sich geschlossene Wicklung ohne äußere Anschlüsse. Da sie in sich geschlossen ist, ähnelt sie sehr stark einer Käfigwicklung. Sie ist einfacher aufgebaut als Läuferwicklungen mit zwei getrennten Spulen, dadurch sind die Verluste kleiner als bei Läufern mit getrennter Wicklung. Die Leiterverteilung im Läufer muss ungleichmäßig sein, falls erforderlich, bleiben sogar einige Nuten des Läufers unbewickelt. Es kommen für den Läufer, entsprechend der Grundpolpaarzahlen, nur unsymmetrische Wicklungen zur Anwendung. Dieses ist eine neuartige, völlig unkonventionelle Läuferwicklung zur Kopplung der Ständerwicklungen.
Im Ständer des Kaskadengenerators befinden sich zwei Wicklungen unterschiedlicher Polpaarzahlen {\displaystyle p_{1}} und {\displaystyle p_{2}}. Diese Ständerwicklungen können, je nach Anforderung, als getrennte Wicklungen mit unterschiedlichen Polpaarzahlen oder als polumschaltbare Wicklungen ausgeführt sein. Damit die beiden Ständerwicklungen in einem Blechpaket untergebracht werden können, müssen geeignete Polpaarzahlen {\displaystyle p_{1}} und {\displaystyle p_{2}} zur elektromagnetischen Entkopplung der Wicklungen gewählt werden. Die beiden Ständerwicklungen der Kaskadenmaschine übernehmen die Rolle der Ständerwicklung und der Läuferwicklung einer Asynchronmaschine mit Schleifringläufer. Der Teil der Ständerwicklung mit der Polpaarzahl {\displaystyle p_{1}} übernimmt die Aufgabe der normalen Ständerwicklung. Dem Teil der Ständerwicklung mit der Polpaarzahl {\displaystyle p_{2}} kommt die Rolle der Läuferwicklung zu. Die Maschine hat die resultierende Polpaarzahl {\displaystyle p_{\mathrm {res} }=p_{1}+p_{2}}.
Die beiden Ständerwicklungen sind über den Läufer magnetisch miteinander gekoppelt. Eine direkte, galvanische Kopplung innerhalb des Ständers findet bei getrennten Ständerwicklungen nicht statt. Man erhält dadurch einen Generator, der die Eigenschaften einer Drehstrom-Induktionsmaschine mit Schleifringläufer besitzt, aber ohne die störenden Schleifringe auskommt.
Für den Betrieb am Frequenzumrichter haben getrennte Statorwicklungen entscheidende Vorteile:
- Jede der beiden Wicklungen kann unabhängig mit der passenden Windungszahl versehen werden, was aufgrund der Anschlussspannung des Netzes und der Ausgangsspannung des Umrichters sehr oft nötig ist.
- Die Wicklungen sind galvanisch getrennt, somit kann im Fehlerfall kein Gleichstrom vom Umrichter über den Kaskadengenerator ins Netz und dadurch zurück zum netzseitigen Umrichteranschluss fließen.

Alle Wicklungen sind in einem Aktivteil aus Stator und Rotor untergebracht. Es ist auch möglich, eine der beiden Ständerwicklungen für Gleichstrom auszulegen, allerdings würde die Maschine dann als bürstenlose Synchronmaschine betrieben. Diese Bauweise ist jedoch sehr selten und nur ein „Sondermodell“ dieser Drehfeldmaschinen, am häufigsten wird die asynchrone Induktionsmaschine verwendet.

## Der Umrichter
Bei der Verwendung als drehzahlveränderlicher Antrieb oder als Generator, z. B. in einer Windkraftanlage, wird die Kaskadenmaschine zusammen mit einem Frequenzumrichter eingesetzt. Dieser Frequenzumrichter ist mit der zweiten Ständerwicklung verbunden und übernimmt die Wirkleistungsregelung sowie die Synchronisation mit dem Netz. Der Umrichter kann mit Übermodulation durch eine Nullspannung betrieben werden, da die getrennten Wicklungen einen Nullstrom über den Generator ins Netz hinein unterbinden. Der Umrichter muss circa eine Leistung von 23 % der Anlagenleistung übertragen, deshalb benötigt man nur einen Umrichter mit kleiner Leistung. Der größte Teil der generatorischen Leistung wird direkt von der ersten Ständerwicklung ins Netz gespeist.
Neben der Wirkleistung und des Drehmomentes kann auch die Blindleistung der beiden Wicklungen durch den Umrichter verstellt werden. Die Maschine kann die von ihr benötigte induktive Blindleistung sowohl von der Ständerwicklung 1 als auch von der Wicklung 2 beziehen. Genauso kann der Umrichter so eingestellt werden, dass sich die Gesamtanlage kapazitiv verhält und den Blindleistungsbedarf induktiver Verbraucher deckt. Dabei findet durch die Übertragung der Blindleistung über die mit geringem Schlupf arbeitende Kaskademaschine eine Erhöhung der Blindleistung statt. Es kann also mit einer kleinen Umrichterleistung eine große Blindleistung ins Netz gespeist werden.

## Betriebsverhalten

Prinzipaufbau: Selbstkaskadierende Maschine mit getrennten Wicklungen (SKM)

Die Läuferwicklung hat die Aufgabe, die beiden verschiedenen Felder der Polpaarzahlen {\displaystyle p_{1}} und {\displaystyle p_{2}} der Ständerwicklung miteinander zu koppeln. 
Die magnetische Kopplung der Felder der Ständerwicklung wird für das Betriebsverhalten durch eine Gegeninduktivität zwischen den Ständerwicklungen beschrieben. Damit lassen sich die Gleichungen zur Berechnung der Leistungen, Ströme und Drehmomente aufstellen.
Die Läuferwicklung muss dazu keine bestimmte Strangzahl besitzen. Auch die absoluten Werte der in ihr induzierten Spannungen sind nicht von großer Bedeutung. Die Verkopplung zwischen beiden Feldern muss genauso wie bei getrennten Läuferwicklungen geschehen. Dies bedeutet, dass die in der Läuferwicklung fließenden Ströme gleichzeitig ein Feld der Polpaarzahl {\displaystyle p_{1}} und ein Feld der Polpaarzahl {\displaystyle p_{2}} erzeugen. Dadurch induzieren sowohl die Ständerwicklung mit der Polpaarzahl {\displaystyle p_{1}} als auch mit {\displaystyle p_{2}} in der Läuferwicklung Ströme. Somit werden die beiden Ständerwicklungen durch die Läuferströme miteinander gekoppelt. 
Die Kopplung zwischen den beiden Magnetfeldern wird durch das Verhältnis der Größen der beiden Magnetfelder und durch die Streuung der Rotorwicklung beschrieben.
Mit einem sogenannten Rotorstrombeobachter lässt sich über die Statorspannung der zweiten Ständerwicklung der Läuferstrom regeln. Durch diese Maßnahme lässt sich das Drehmoment der Kaskadenmaschine dynamisch hochwertig und genau einstellen.

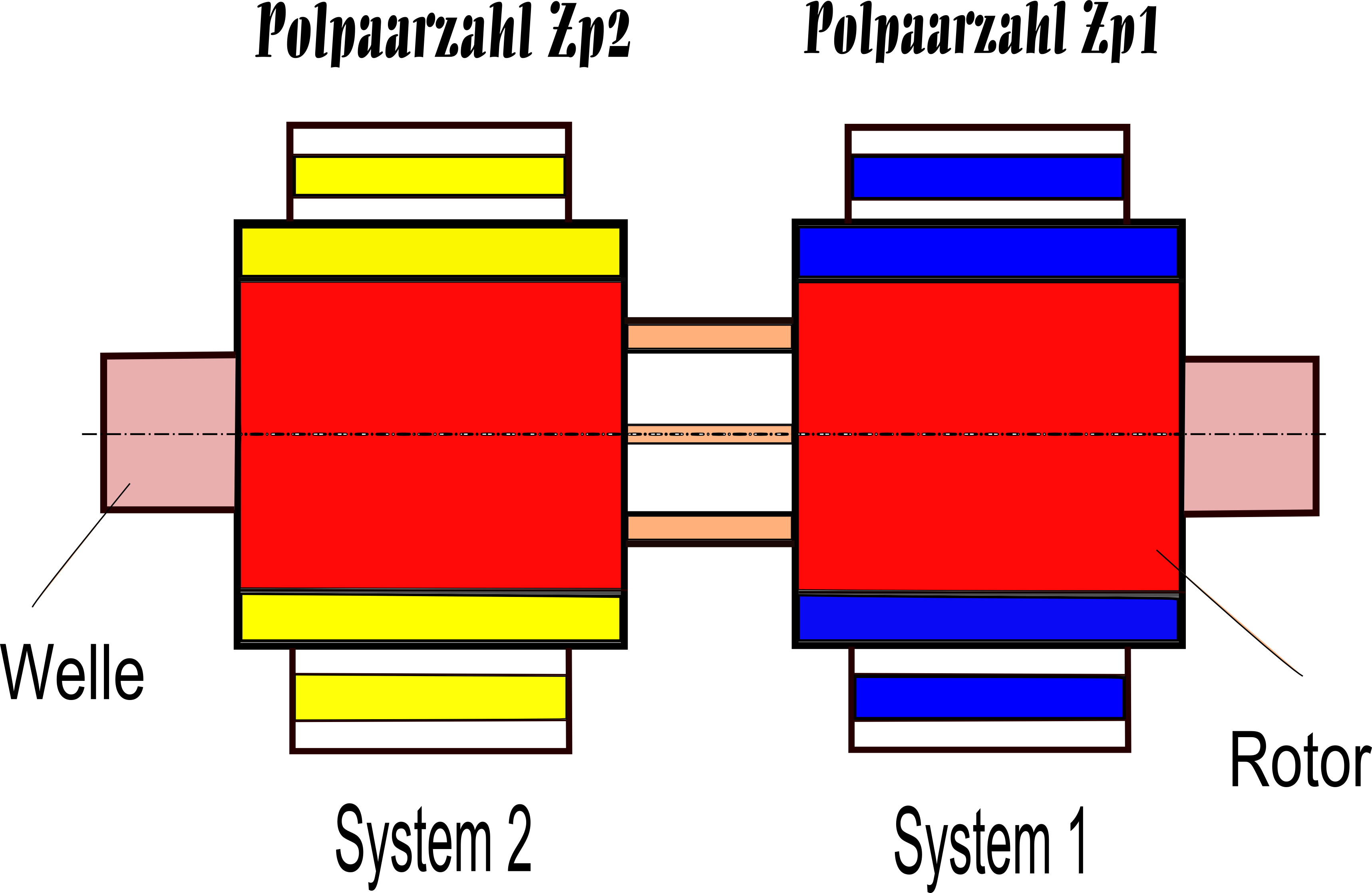
Prinzipaufbau:
Doppelt ständergespeiste Drehstrommaschinenkaskade (DDMK)

Die Ständerwicklung 1 wird mit dem Netz verbunden und gibt die generatorische Leistung {\displaystyle P_{1}} direkt in das Netz ab. Die Ständerwicklung 2 ist mit dem Umrichter verbunden und gibt je nach Drehzahl elektrische Leistung an den Umrichter ab oder nimmt vom Umrichter Leistung auf. An das Netz wird die resultierende Leistung:
{\displaystyle \!\ P_{\mathrm {ges} }=P_{1}+P_{2}}
abgegeben, die bei Vernachlässigung der Verluste gleich der mechanischen Leistung {\displaystyle P_{\mathrm {mech} }} ist. Der Vorteil dieser Bauweise liegt darin, dass der Kaskadengenerator nur einen Teil der Leistung über den Umrichter an das Netz gibt, während der größte Teil der Leistung direkt an das Netz abgegeben wird. Dies senkt die Kosten und das Bauvolumen für den Umrichter und vermindert Probleme mit Oberschwingungsströmen im Netz.

## Generatorbetrieb

Umrichterleistung
Vergleich bei WKA mit verschiedenen Generatortypen

Zählpfeildefinitionen

Beim Kaskadengenerator wird die mechanische Leistung an der Welle in Summe über beide Ständerwicklungen abgegeben. Je nach Drehzahl des Generators und Frequenz des Netzes verändern sich die Leistungsflüsse.
Die mechanische Leistung Pmech mit der Drehzahl n und dem mechanischen Moment M ist:
{\displaystyle P_{\mathrm {mech} }=2\cdot \pi \cdot n\cdot M}
Die synchrone Drehzahl n0 des Generators ist, wie bei dem Asynchrongenerator, gegeben durch das Verhältnis der Frequenz f1 der ersten Wicklung:
{\displaystyle n_{\mathrm {0} }={\frac {f_{\mathrm {1} }}{p_{\mathrm {res} }}}}
Genau wie beim Asynchrongenerator wird der Schlupf s zu:
{\displaystyle s={\frac {n_{\mathrm {0} }-n}{n_{\mathrm {0} }}}}
berechnet und ergibt die Frequenz f2 der zweiten Wicklung:
{\displaystyle f_{\mathrm {2} }=s\cdot f_{\mathrm {1} }}
Aufgrund der konstanten Frequenz der ersten Wicklung gibt diese die „Luftspaltleistung“
{\displaystyle P=2\cdot \pi \cdot n_{\mathrm {0} }\cdot M}
ab.
Beim Betrieb oberhalb der synchronen Drehzahl n0 geben beide Ständerwicklungen Leistung ab. Die erste Wicklung mit synchroner Netzfrequenz speist ihre Leistung direkt in das Wechselspannungsnetz, die zweite Wicklung gibt ihre Leistung an den Umrichter ab. Dadurch braucht der Umrichter nur für einen Teil der Gesamtleistung ausgelegt zu sein und fällt daher kleiner aus als in anderen Konstellationen. Variiert die Drehzahl, z. B. zwischen n0 und 2n0, muss die Leistung des Umrichters nur für die halbe mechanische Leistung ausgelegt werden.

## Vor- und Nachteile
Vorteile:
- Drehzahlvariabler Betrieb
- Wirkleistungsregelung zur Leistungsoptimierung und -begrenzung
- Netzeinspeisung mit geringem Oberschwingungsgehalt und einstellbarer Blindleistung
- Niedrige Stellgliedkosten, z. B. durch doppelgespeistes Generatorkonzept in Verbindung mit Frequenzumrichter reduzierter Leistung
- Geringer Wartungsaufwand
- Hohe Zuverlässigkeit des Generators

Nachteile:
- Komplizierte regelungstechnische Struktur
- Schwache Dämpfung, besonders im oberen Drehzahlbereich und bei großen Maschinen
- „Lücke“ in der Leistungskennlinie bei Synchrondrehzahl
- Umrichterbauleistung größer als bei Asynchronmaschine mit Schleifringläufer
- Geringere Materialausnutzung bei der selbstkaskadierenden Maschine durch linearen Arbeitsbereich

| Generatortyp                        | Vorteile                                                        | Nachteile                                                             |
| ----------------------------------- | --------------------------------------------------------------- | --------------------------------------------------------------------- |
| permanenterregte Synchronmaschine   | - keine Schleifringe - hohe Leistungsdichte - variable Drehzahl | - hoher Preis für Magnete - große Umrichterleistung (Vollumrichter)   |
| gleichstromerregte Synchronmaschine | - hohe Leistungsdichte - variable Drehzahl                      | - Schleifringe erforderlich - große Umrichterleistung (Vollumrichter) |
| Schleifringläufer Asynchronmaschine | - kleine Umrichterleistung - variable Drehzahl                  | - Schleifringe erforderlich                                           |

## Zusammenfassung
Mit dem doppelt gespeisten Kaskadengenerator lassen sich Generatoranlagen aufbauen, die sich durch einen geringen Umrichteraufwand, geringe Netzrückwirkungen und Wartungsarmut auszeichnen. Der Kaskadengenerator speist den größten Teil der Leistung direkt ins Netz. Nur ein kleiner Teil muss über den Umrichter geführt werden. Mit dem Umrichterstrom lässt sich der gesamte Leistungsfluss kontrollieren.

## Gesetzliche Bestimmungen und sonstige Regelwerke
- EN 60 034 Teil 1 Allgemeine Bestimmungen für umlaufende elektrische Maschinen
- EN 60 034 Teil 8 Anschlussbezeichnungen und Drehsinn für elektrische Maschinen
- DIN IEC 34 Teil 7 Bauformen umlaufende elektrische Maschinen
- EN 60034-5 Schutzarten umlaufender elektrischer Maschinen
- EN 60034-6 Kühlarten, drehende elektrische Maschinen
- DIN IEC/TS 60034-17 (VDE 0530 Teil 17) Umrichtergespeiste Induktionsmotoren mit Käfigläufer
- DIN IEC/TS 60034-25 (VDE 0530 Teil 25) Leitfaden für den Entwurf und das Betriebsverhalten von Induktionsmotoren, die speziell für Umrichterbetrieb bemessen sind
- EMV-Richtlinie 89/336/EWG